# Alcarràs
Alcarràs es una película dramática española de 2022 dirigida por Carla Simón. Rodada en catalán, ganó el Oso de Oro en la septuagésima segunda edición de la Berlinale y se convirtió en la primera película en catalán en recibir este galardón.

## Argumento
Ambientada en Alcarrás (provincia de Lérida, Cataluña), la trama consiste en un drama rural familiar sobre la desaparición de las actividades agrícolas, que gira alrededor de la intención de instalar placas solares en una parcela ocupada hasta ahora por un frutal de melocotonero, empujando a los miembros de la familia Solé a encontrarse.

## Reparto
Parte del reparto son:
- Jordi Pujol Dolcet como Quimet
- Anna Otin como Dolors
- Xènia Roset como Mariona
- Albert Bosch como Roger
- Ainet Jounou como Iris
- Josep Abad como Rogelio
- Montse Oró como Nati
- Carles Cabós como Cisco
- Joel Rovira como Pere
- Isaac Rovira como Pau
- Berta Pipó como Glòria
- Elna Folguera como Teia
- Antònia Castells como Pepita
- Djibril Casse como Boubou
- Jacob Diarte como Joaquim Pinyol

## Producción
El guion fue escrito por la directora Carla Simón junto con Arnau Vilaró. La película fue producida por Avalon PC y Vilaüt Films junto con Kino Produzioni y TV3, con la participación de TVE y Movistar+ y el apoyo de ICAA, ICEC, Creative Europe's MEDIA, Eurimages, MIBACT y la Diputación de Lérida.
El casting empezó en marzo de 2019, y terminó en abril de 2021. Durante el casting se vieron a más de 9000 personas por la zona de Lérida, y se realizaron 3 modalidades de casting: street casting, casting por convocatoria y casting en línea durante la pandemia de COVID-19. 
El rodaje empezó el 1 de junio de 2021 en la zona de Alcarrás, provincia de Lérida, con la ventana de rodaje restringida en verano a causa de la estacionalidad del escenario de la película relacionado con los ciclos de cosecha del melocotón. El reparto está formado por actores no profesionales de la provincia de Lérida. Fue rodada en catalán occidental lleidatà (leridano). El rodaje duró 8 semanas.

## Distribución

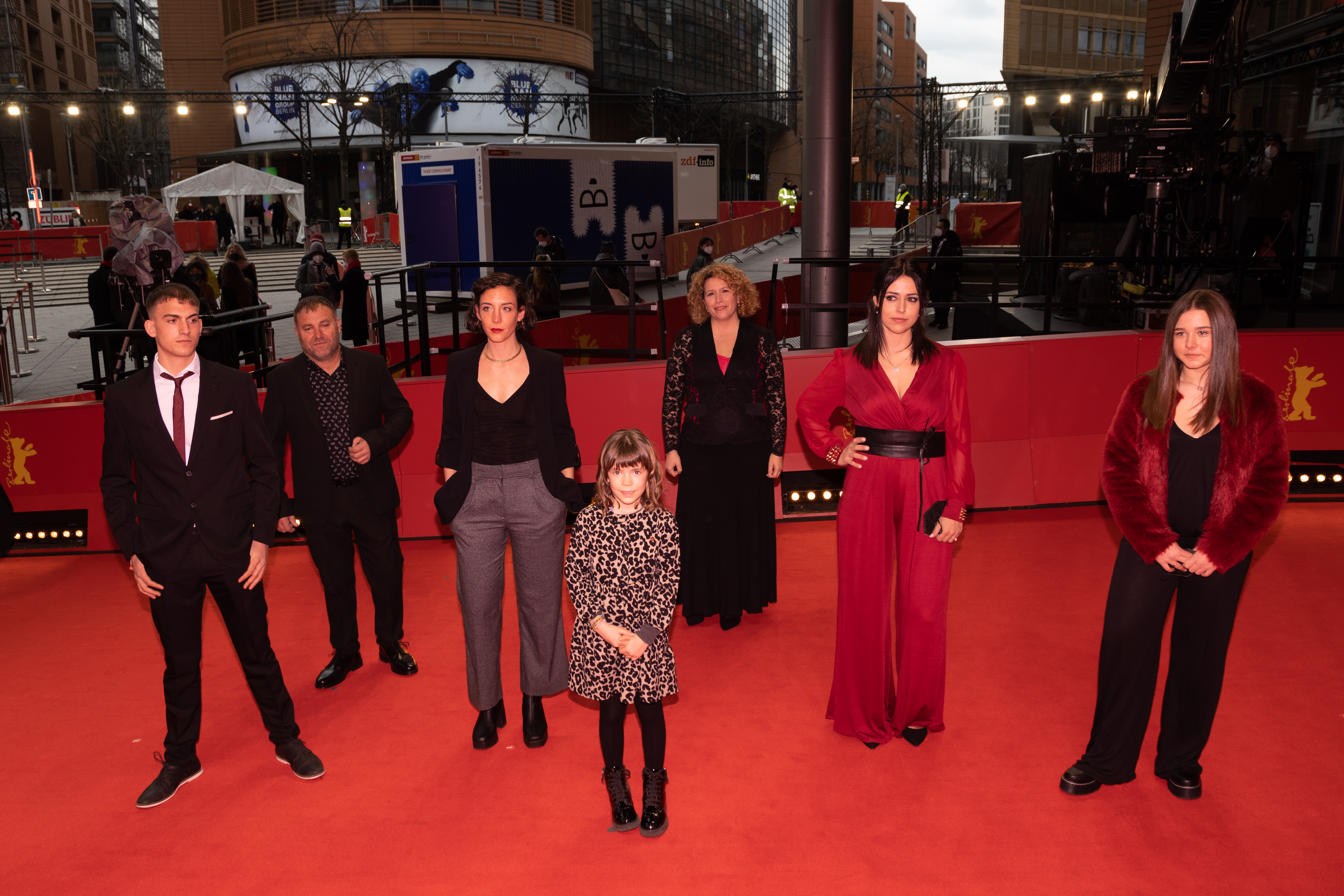
Miembros del reparto durante la presentación de la película en la Berlinale

La película se proyectó durante la competición oficial de la 72.ª Berlinale, el 15 de febrero de 2022, y ganó el Oso de Oro de aquella edición, hecho por el cual se convirtió en la primera película rodada en catalán en recibir este galardón. Distribuida por Avalon DA en España, la película se estrenó en las salas de cine el 29 de abril de 2022.

## Recepción
En una reseña para The Telegraph, Tim Robey puntuó la película con 5 sobre 5 estrellas, considerando que la película "gestiona un dominio ligero e improvisador, un control impecable del tono y un cuadro grave, pero iluminado por un final, con cada una de estas caras giradas en luto colectivo, que nunca olvidaré".
Fionnuala Halligan de ScreenDaily escribió que Alcarràs constituye una "contemplación profundamente auténtica y conmovedora de la fragilidad de la familia, y, de nuevo, de la infancia" considerando que la película tiene "todos los rasgos distintivos de una película muy concreta con un atractivo emocionalmente amplio, un ensayo reflexivo que también puede sonar y tararear".
Guy Lodge de Variety consideró que Alcarràs confirmó "la fuerza y la coherencia de la voz de directora de Simón" después de Verano 1993, y escribió también que "equilibra una conciencia política corprenedora con su drama doméstico tan tiernamente observado".
Escribiendo por Little White Lies, Caitlin Quinlan consideró que la película "logra un hábil equilibrio entre la reminiscencia idílica y la melancolía para un lugar estimado", a la vez que "ofrece una historia conmovedora sobre el impacto del desarrollo industrial en la agricultura".

## Reconocimientos
72.ª edición del Festival Internacional de Cine de Berlín
| Año  | Sección         | Premio     | Resultado |
| ---- | --------------- | ---------- | --------- |
| 2022 | Sección oficial | Oso de Oro | Ganadora  |

78.ª edición de las Medallas del Círculo de Escritores Cinematográficos
| Categoría               | Receptor(es)               | Resultado |
| ----------------------- | -------------------------- | --------- |
| Mejor película          | Mejor película             | Nominada  |
| Mejor director          | Carla Simón                | Nominada  |
| Mejor actriz secundaria | Berta Pipó                 | Nominada  |
| Mejor guion original    | Carla Simón y Arnau Vilaró | Nominados |
| Mejor fotografía        | Daniela Cajías             | Nominada  |
| Mejor montaje           | Ana Pfaff                  | Nominada  |
| Actor revelación        | Albert Bosch               | Ganador   |
| Actriz revelación       | Anna Otín                  | Nominada  |

67.ª edición de los Premios Sant Jordi
| Premio                                          | Resultado |
| ----------------------------------------------- | --------- |
| Rosa de Sant Jordi a la mejor película española | Ganadora  |

El 13 de septiembre de 2022 fue preseleccionada por la Academia de Cine para representar a España en la 95.ª edición de los Premios Óscar. El 21 de diciembre de 2022, la Academia de Cine estadounidense anunció que la película no pasó el corte de los quince largometrajes preseleccionados.
Tuvo 14 nominaciones a los premios Gaudí, consiguiendo cinco premios: mejor película, mejor dirección, mejor guion original, mejor dirección de producción y también el premio especial del público.